# Chamaepetes goudotii
La pava maraquera (Chamaepetes goudotii), también conocida como pava falcialar, pava chillona, pava pischa, pava cabeza blanca o pava de tierra fría es una especie de ave galliforme de la familia Cracidae que se encuentra en los bosques húmedos y bordes de los bosques en las laderas de los Andes, desde Colombia hasta el norte de Bolivia.

## Características
Mide 64 cm de longitud, en promedio. El plumaje del dorso es pardo oliváceo oscuro, en la cabeza y cuello con borde gris. El pico es negro; el iris rojo; la cara desnuda y la base de la mandíbula son azules; las patas son color salmón.

## Historia natural
Se alimenta de frutos en la parte alta y media del bosque, en pareja o en pequeños grupos. En vuelos cortos sus alas causan un sonido característico.
Está afectada por la reducción de su hábitat especialmente la subespecie C. g. sanctaemarthae de la Sierra Nevada de Santa Marta.

## Subespecies
Se conocen cinco subespecies de Chamaepetes goudotii:
- Chamaepetes goudotii goudotii - Andes del norte de Colombia
- Chamaepetes goudotii sanctaemarthae - Sierra Nevada de Santa Marta (noreste de Colombia)
- Chamaepetes goudotii fagani - vertiente oeste de los Andes del sudoeste de Colombia y Ecuador
- Chamaepetes goudotii tschudii - vertiente este de los Andes del sur de Colombia, Ecuador y norte de Perú
- Chamaepetes goudotii rufiventris - vertiente este de los Andes del centro de Perú